# Wapen van IJsselmuiden

Het wapen van IJsselmuiden

Het wapen van IJsselmuiden werd op 1 november 1898 per Koninklijk Besluit door de Hoge Raad van Adel aan de Overijsselse gemeente IJsselmuiden toegekend. Vanaf 2001 is het wapen niet langer als gemeentewapen in gebruik omdat de gemeente IJsselmuiden opging in de gemeente Kampen.

## Blazoenering
De blazoenering van het wapen luidt als volgt:
In zilver een golvende dwarsbalk van azuur, vergezeld van drie maarlen van keel, geplaatst twee boven en een onder.

## Verklaring

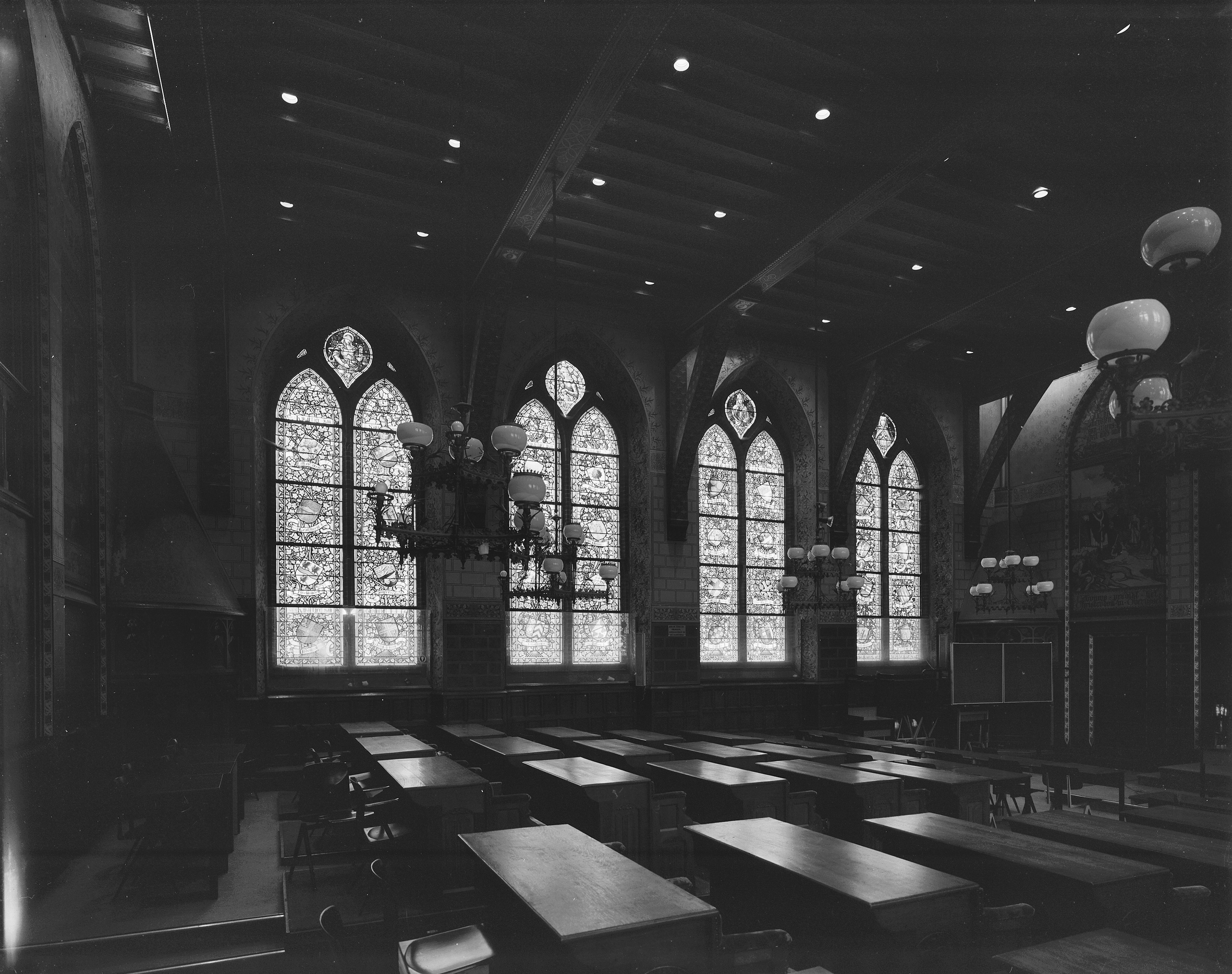
De glas in loodramen in het voormalige provinciehuis in Zwolle

De bouw van een nieuwe vergaderzaal voor de Staten van Overijssel eind 19e eeuw, waarin wapens van gemeenten opgenomen zouden worden in de ramen, leidde tot een (formele) aanvraag van een eigen wapen. Zelf zou het wapen afgeleid zijn van het wapen van het geslacht Van IJsselmuiden, die in hun stamhuis het Hooge Huys in IJsselmuiden woonden. In 1447 bestond het huis al en waarschijnlijk was het in bezit geweest van de in 1226 genoemde ridder Alferus de Oiselmude. De dwarsbalk staat voor de IJssel.